# Замок Больчув
Замок Больчув (пол. Zamek Bolczów, нім. Bolzenschloss, пізніше Bolkoschloß, Bolzenstein) — замок з фрагментами природних скельних стін у Польщі, розташований на відстані приблизно 15 кілометрів від міста Єленя-Ґура, у північній частині Рудав Яновицьких, на скелястому, гранітному виступі, на висоті близько 561 м над рівнем моря.

## Історія
Заснування замку в 1375 році приписується придворному князя Болеслава II Малого з родини Больчів. Будівник замку Клерикус Болце підтримував гуситський рух, тому замок Больчув став осередком раубриттерів. У першій половині XV століття замок було знищено під час битви вроцлавських та свідницьких міщан з гуситами. Після цих подій, замок відбудували аж у 1517—1518 роках, ймовірно завдяки Гансу Діппольду фон Бургхаузу. Саме тоді постав замковий двір, у південному куті зведено оборонну вежу, а в мурах розміщено низку стрільниць. Замок змінював чергових власників — у 1537—1543 роках він належав Юстусу Децію з Кракова, придворному та секретареві польського короля Сигізмунда І Старого. У 1520—1550 роках замок знову було розширено, серед іншого, збудовано висунуті перед надбрамною вежею кам'яні мури та споруджено бастею, сухий рів, а також пристосовано до артилерійської зброї мури шляхом оснащення ключових стрільниць. У 1562 році замок, разом з Яновіцами та Медзянкою, перейшов у власність братів Ганса та Франца Гайльманів. Ймовірно на початку XVII століття Даніель Шаффґотч, тодішній власник Яновіц, доручив здійснити подальші роботи на замку. Подальші зміни замку відбулися внаслідок Тридцятилітньої війни. У 1645 році замок зайняли шведські війська, які, покидаючи замок у грудні того ж року, підпалили житлові будівлі. З того часу Больчув залишається зруйнованим. У 1824 році замок відвідав прусський король Фрідріх Вільгельм ІІІ.Зацікавленість туризмом у середині ХІХ столітті зумовила проведення у Больчуві, з ініціативи графа Столберга-Вернігероде, реконструкційних робіт у 1848 році. На старих фундаментах було збудовано невеличку корчму у швейцарському стилі. Після Другої світової війни у цьому будинку було обладнано туристичну базу, яка однак з часом занепала. В наш час замок перебуває під управлінням Польського Державного Лісового Господарства. З 2008 року замок є частиною Культурного парку Єленьоґурської долини.

## Архітектура
Для побудови замку було використано дві гранітні скелі, які було з'єднано кам'яними мурами, завдяки чому виник невеликий замковий двір. Над ними зі східної сторони було зведено квадратну вежу, поруч –будинок для жінок, а перпендикулярно до нього, біля північної сторони мурів, на краю схилу — житловий будинок з підземеллям. Вхід до цього будинку (розмірами 20 на 7,8 метрів), здійснювався безпосередньо з замкового двору, а його надземні поверхи містили дві кімнати майже однакової величини. З південного боку була округла каплиця, а навпроти житлового будинку з південного сходу — кухня та пекарня. У дворі замку містилася цистерна з водою.
Руїни, що збереглися до наших днів, дозволяють визначити три основні частини будівлі, а саме:
- середньовічний замок, що складається з мурів по периметру, житлового будинку та чотиригранної вежі;
- частина замку з XV століття, що складається з двох внутрішніх замкових дворів та південного муру зі стрільничими отворами;
- частина замку з XVI століття, від якої збереглися мури барбакану, бастеї та в'їзна брама.

## Фотогалерея

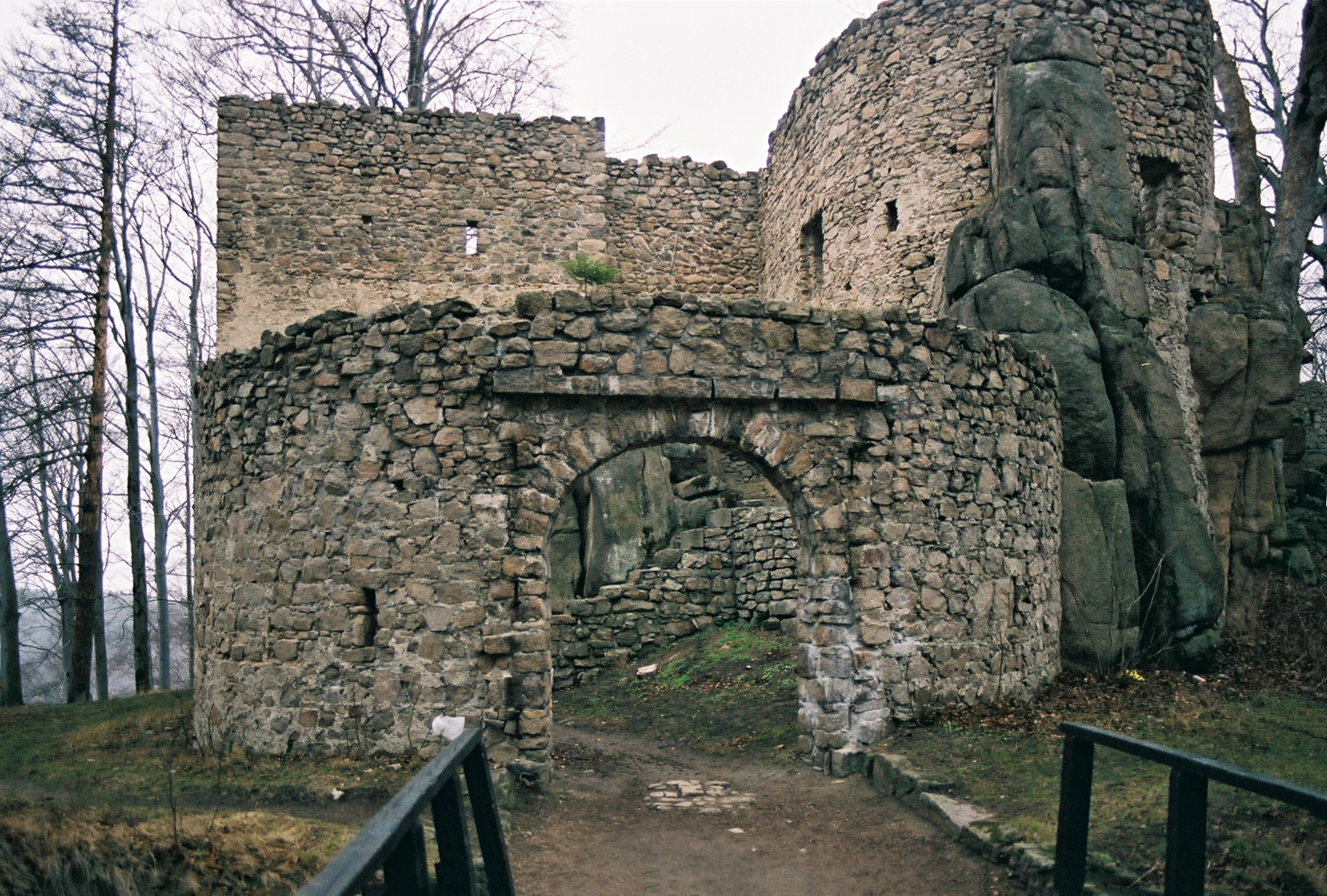
Брама до замку
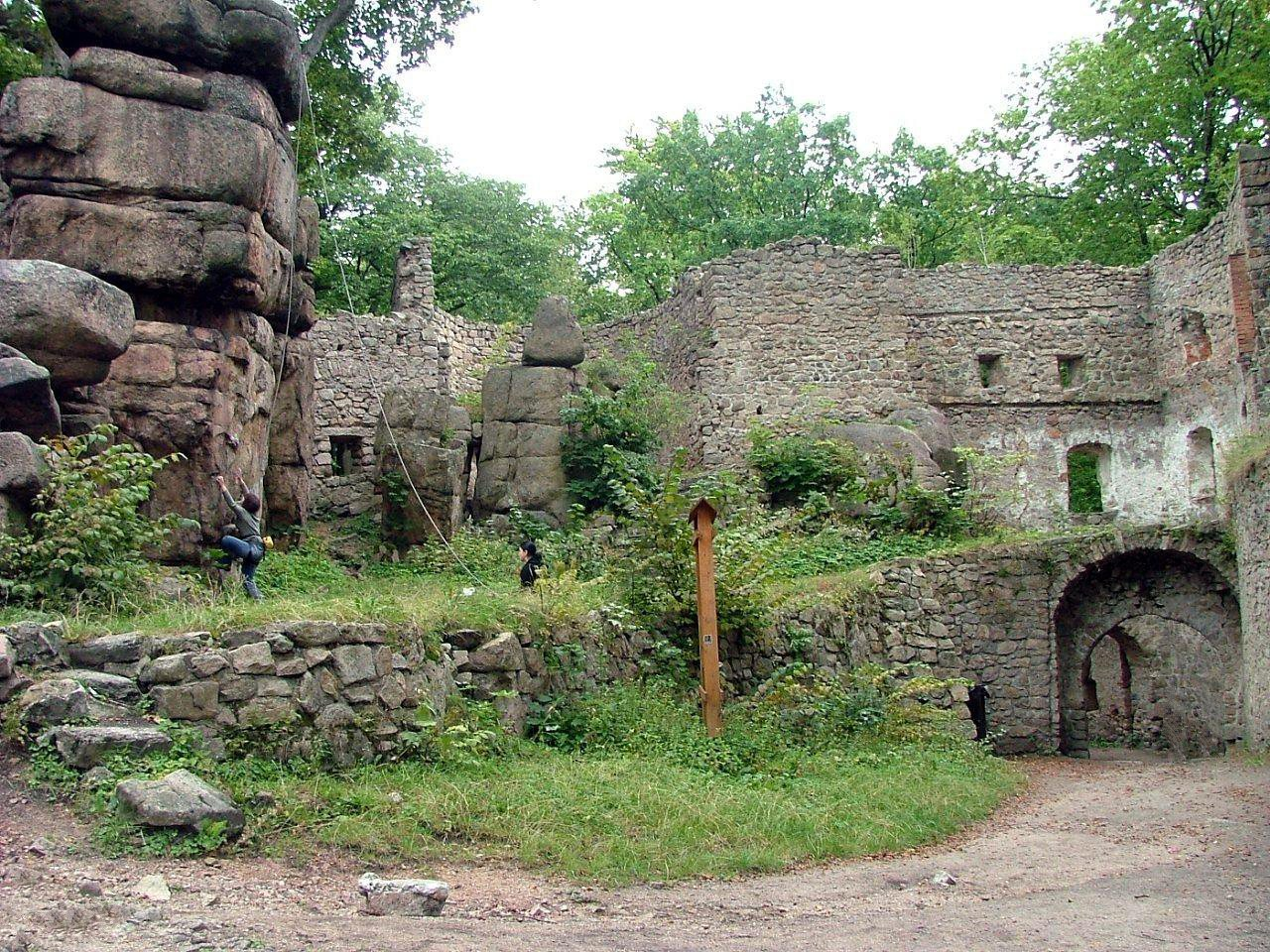
Внутрішній двір замку